# Халібовське вірменське училище
Халібовське вірменське училище — середній навчальний заклад вірменської меншини, заснований 1858 року в місті Феодосія старшим братом Івана Костянтиновича Айвазовського Гавриїлом Костянтиновичем Айвазовським.

## Історія
Училище було названо на честь заможнього мецената, міського голови Нахічевані Артемія Павловича Халібова, який пожертвував на заснування вірменського училища у Феодосії Артемій Павлович понад 150 тисяч рублів, що на той час було дуже великою сумою. Халібов брав також активну участь у будівництві училища.
У жовтні 1858 року відбулося урочисте відкриття Халібовського училища. Спочатку училище розміщувалося в приватному будинку братів Алтунчьян, а в жовтні 1862 року переїхало до великої будівлі, спорудженої на кошти Халібова. Відкриття нового корпусу училища супроводжувалося пишними урочистостями, в яких взяло участь більшість населення Феодосії. Триповерхова будівля, що мала сто кімнат, була споруджена в західній частині Феодосії, неподалік від Лисої гори. Напочатку училище мало п'ять класів, в яких навчалося 89 вихованців, на четвертий рік роботи училища було відкрито додатковий шостий клас, а загальна кількість учнів збільшилася до 150. Курс навчання тривав 6 років.
Учні вивчали декілька мов: вірменську, російську, французьку, турецьку. Серед предметів училища були закон Божий, історія, географія, фізика, хімія. Проводилися також уроки фізкультури та малювання. За ініціативи Гавриїла Костянтиновича Айвазовського у програму училища було включено нові предмети — такі, як законознавство, бухгалтерія, природничі науки.
Керівництво училища мало труднощі роздобути для учнів вірменські підручники, тож 1860 року при училищі було засновано друкарню, де окрім підручників друкувалася література релігійного, художнього та наукового плану. При друкарні почалося видання вірменськомовних журналів «Голуб Масіса» та «Райдуга».
Директор друкарні О. Тер-Абрамян опублікував вірменською мовою книгу «Історія Криму». 1871 року були видані байки І. Крилова в перекладі вірменською мовою Гавриїла Костянтиновича Айвазовського.
Випускники училища поповнювали вчительські кадри як самого училища, а також парафіяльних єпархіальних шкіл та вірменського жіночого училища.
1865 року училище було позбавлене церковних субсидій і його матеріальне становище різко погіршилося, улітку 1871 року училище довелося закрити. З 1874 року будівля училища використовувалася як приміщення для Вірменської духовної семінарії, а згодом для учительського інституту. У 1915 будівля була знищена пожежею.